# Сармат РС-28
Сармат РС-28 (рус. РС-28 Сарма́т; назив НАТО-а : САТАН II), је руска супер-тешка термонуклеарно наоружана интерконтинентална балистичка ракета опремљена течним горивом у развоју од стране бироа (Makeiev Rocket Design). Биро је 2009. године, намеравао да замени претходну ракету Р-36. Његова велика носивост би омогућила до 10 тешких бојевих глава или 15 лакших или до 24 хиперсоничних Иу-74, или комбинацију бојевих глава и огромне количине противмера дизајнираних да порази противракетне ПВО системе; то је објавила руска војска као одговор на амерички брзи глобални удар.

## Концепт
„Сармат“ (РС-28) ће постепено заменити руску тешку стратешку ракету „Војвода“ (најтежу у свету). Сармат је пројектован да лети по трајекторији коју ће бити немогуће (или веома тешко) предвидети. Зато ће – уверени су у Москви – бити неухватљив чак и за ПРО системе који ће се појавити за пет или десет година.
Ракетни комплекс „Војвода“ с тешком ракетом РС-20Б, или „Сотона“, како га зову на Западу, уведен је у борбено дежурство крајем осамдесетих година. Данас је интерконтинентална балистичка ракета РС-20Б и даље најмоћнија руска ракета тог типа.
Систем управљања летом Сармата има могућност корекције трајекторије сателитима система ГЛОНАСС, што омогућава високу прецизност навођења на циљ, чак и након деловања пројектила противракетне одбране“. Ракета је дугачка 35,5 метара, а у пречнику има – три метра. Њену бојеву главу чини више нуклеарних бомби од којих свака има своје навођење на циљ.

## Развој
Руско име РС-28 „Сармат“ је референца на номадски народ Сармати, НАТО ознака „Сатан 2“ произилази из чињенице да РС-28 није само наследник Р-36М већ се примењује и кодекс НАТО „Сатана“, и структуриран је на исти начин.

### Наследник Р-36М
„Сармат“ РС-28 намењен је за замену Р-36М (НАТО кодно име: СС-18 Сатан) из 1980-их у Руским стратешким ракетним снагама. Радове на развоју изводи Државни ракетни центар Макејев у Миасу. Руска новинска агенција ТАСС известила је да су развој и истраживање започети 2000-их и да су завршени 2011. године. Производња РС-28 у 2018. години је каснила око две године на основу уговора о производњи потписаног 2011. Иницијатива за нуклеарну претњу (НТИ) говорила је у новембру 2019. о четири године закашњења. У том тренутку систем још није био тестиран у целини. Први прототип ракете завршен је 2015. године.

### Тест у априлу 2022.
Након што је први летни тест целог система најављен за 2017. годину, одржан је пет година касније 20. априла 2022. у 15.12 часова по московском времену. Према руским информацијама, лажне бојеве главе су погодиле пробни циљ на Камчатки након што су лансиране из ракетног силоса на космодрому Плесецк у региону Архангељск. Претходно, од децембра 2017. године, обављена су најмање три такозвана „тестирања избацивања“ у којима се тестира процес лансирања ракете без преласка велике удаљености лета.

### Дизајн
Сармат РС-28 ће бити способан да носи око 10 тона корисног терета, за до 10 тешких или 15 лаких МИРВ бојевих глава и до 24 Авангард хиперсонична клизна возила (ХГВ) или комбинација бојевих глава и неколико противмера против система против балистичких ракета. Руско Министарство одбране је саопштило да је пројектил руски одговор на амерички систем Промпт Глобал Страјк.
Сармат има кратку фазу појачања, која скраћује интервал када га могу пратити сателити са инфрацрвеним сензорима, као што је амерички свемирски инфрацрвени систем, што га чини тежим за пресретање. О томе се спекулише, да би Сармат могао да лети путањом преко Јужног пола, потпуно имун на било који тренутни одбрамбени систем од ракета, и да има способност фракционог орбиталног бомбардовања (ФОБС).
Према различитим изворима, лансирне локације РС-28 треба да буду опремљене системом активне заштите „Мозир“, дизајнираним да негира предност првог ударца потенцијалног противника испуштањем облака металних стрела или лопти које кинетички уништавају долазеће бомбе, крстарење ракете и бојеве главе ИЦБМ на висинама до 6 км.

## Процене ракете Сармат
Стручњаци Нешенал Интереста у свом аналитичком прегледу сматрају да способности ракетног система Сармат за савладавање америчких противракетних одбрамбених система не играју велику улогу, будући да САД располажу са само 30 противракета (од 2019. до 44. године) чија је ефикасност сумњива чак и против старих ИЦБМ-а који су суштински дело америчких стручњака.
Супротно изјавама руских лидера, стручњаци британске публикације Милитари Баланса сматрају да комплекс Сармат није способан да „промени правила игре“ и да неће обезбедити успешно руско извођење тренутног контраофанзивног нуклеарног удара.